# 斯拉科-東布羅夫斯基橋

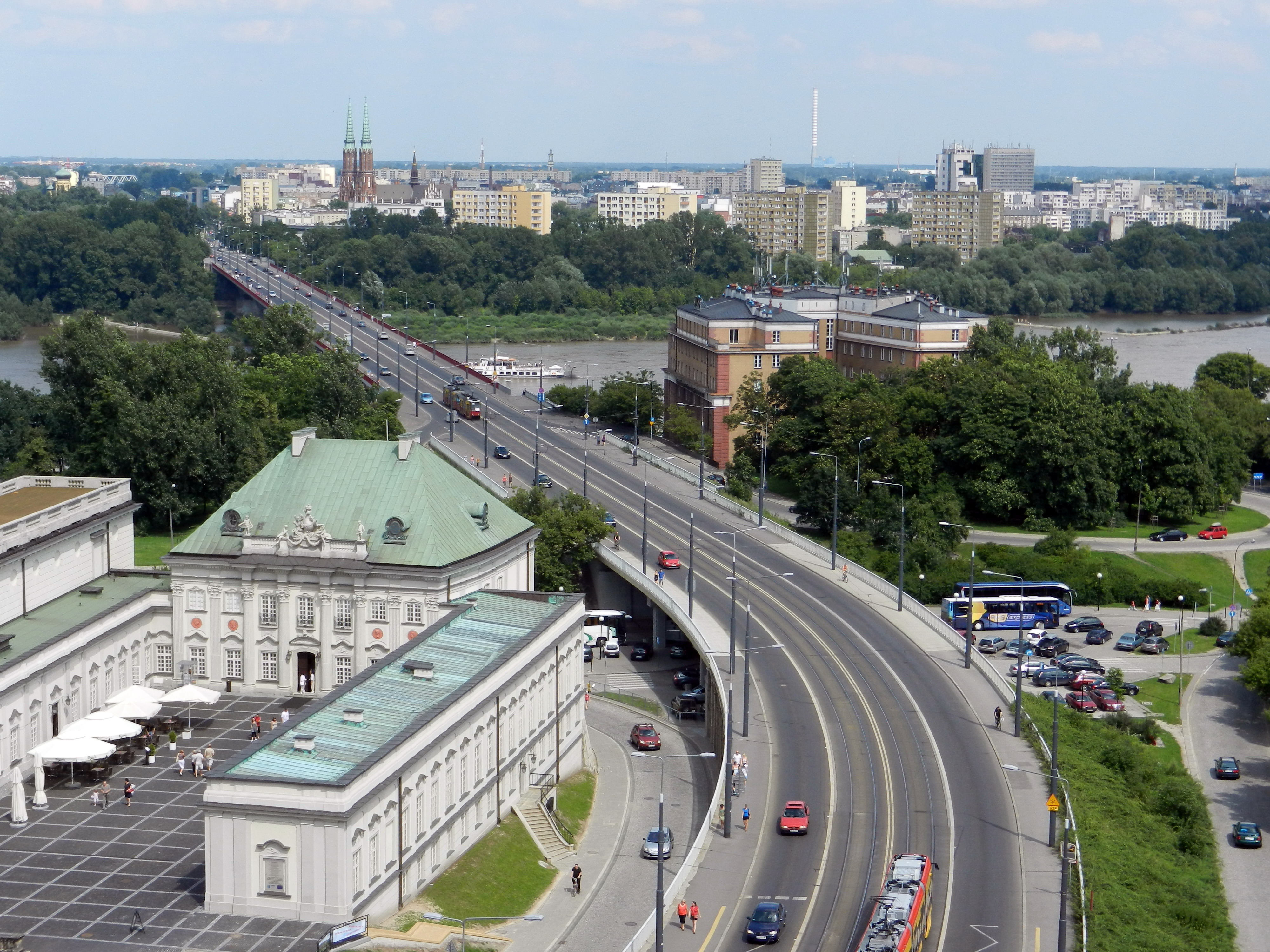
斯拉科-東布羅夫斯基橋

斯拉科-東布羅夫斯基橋（波蘭語：Śląsko-Dąbrowski Bridge）是波蘭首都華沙市內的一座橫跨維斯瓦河的大橋，修建於1947年至1949年期間。二戰前這裡曾有科伊勒倍嘉橋。斯拉科-東布羅夫斯基橋是華沙的交通主幹道。